# ریبوز
ریبوز(به انگلیسی: Ribose) با فرمول شیمیایی C5H10O5، یک قند حلقوی و دارای پنج کربن است.
ریبوز با شناسه پاب‌کم ۵۷۷۹ است که جرم مولی آن 150.13 g/mol می‌باشد. شکل ظاهری این ترکیب، جامد سفید است.

## ساختار
ریبوز نام یک ترکیب آلی است که دارای فرمول شیمیایی C5H10O5 می‌باشد. این ترکیب آلی که نوعی قند و یک مونوساکارید است دارای فرمول خطی H−(C=O)−(CHOH)4−H می‌باشد. در قند ریبوز، تمام هیدروکسیل‌های روی کربن‌ها، در یک سمت قرار دارند. واژهٔ ریبوز به دو انانتیومر ریبوز گفته می‌شود. یکی از آن‌ها D-ریبوز است که به‌طور گسترده در طبیعت وجود دارد و در بدن موجودات زنده به فراوانی یافت می‌شود. تصویر آینه‌ای آن یعنی L-ریبوز به‌طور نادری وجود دارد.
مولکول D-ریبوز اولین بار در ۱۸۹۱ توسط فردریک میشر گزارش شد. ریبوز یک اپیمر C-2 آرابینوز است. هر دوی این قندها نام خود را صمغ عربی گرفته‌اند.
ریبوز به شکل گسترده‌ای در ساختار و در اسکلت اصلی مولکولی به نام RNA یافت می‌شود. مولکول آران‌اِی مولکولی است که به‌طور گسترده در فرایند بیان ژن و رونویسی از ژن‌ها نقش دارد. وقتی ریبوز فسفریله شود، می‌تواند بخشی از مولکول‌های دیگری شود، مانند ATP و NADH که در متابولیسم نقش بسزایی دارند.
ریبوز یک قند آلدو پنتوز است؛ زیرا که دارای پنج اتم کربن می‌باشد و در ساختار خطی و باز آن، یک گروه آلدئید در یک انتهای آن دیده می‌شود. در مولکول‌هایی چون DNA و RNA، کربن‌های ریبوز و دئوکسی ریبوز از '۱ تا '۵ نامگذاری می‌شوند (قرار دادی) و شماره گذاری از کربنی که دارای گروه آلدئید است شروع می‌شود (کربن '۱). دئوکسی ریبوز که به عنوان مشتقی از ریبوز شناخته می‌شود، به جای گروه هیدروکسیل، روی کربن شماره '۲، دارای یک اتم هیدروژن است (یک اتم اکسیژن کمتر دارد).
مثل سایر مونوساکاریدها، ریبوز نیز دارای ۵ ایزومر می‌باشد که یکی از آن‌ها فرم خطی ریبوز بوده و ۴ مورد از آن‌ها فرم‌های حلقوی آن هستند. دو حالت برای ریبو فورانوز و دو حالت برای ریبو پیرانوز. فرم بتا ریبوپیرانوز در محلول‌های آبی، حالت غالب را دارا هست.
مولکول دیگری به نام دئوکسی ریبوز وجود دارد که بسیار شبیه به ریبوز می‌باشد، با این تفاوت که یک گروه هیدروکسیل در بر روی اتم کربن '۲ کم دارد این مولکول به صورت فراوان در دی‌ان‌اِی به کار می‌رود.